# Maletes perdudes
Maletes perdudes és la primera novel·la de l'escriptor manlleuenc Jordi Puntí i Garriga. L'autor, que ja havia escrit anteriorment dues obres de narrativa, Pell d'armadillo el 1998 i Animals tristos el 2002, publicà aquest nou llibre al febrer del 2010. Aquest es va emportar ràpidament, aquell mateix any, diversos premis entre els quals la Crítica de la Narrativa Catalana, el Lletra d'Or o el Premi Llibreter de narrativa.
El seu èxit s'estengué més enllà dels Països Catalans ja que Maletes perdudes figura entre les obres catalanes més traduïdes juntament amb Camí de sirga de Jesús Moncada o la Ciutat invisible d'Emili Rosales.

## Argument
La novel·la se centra sobre quatre germans de mares diferents, Christof, Christophe, Christopher i Cristòfol, nascuts a diversos països europeus, que cerquen el seu pare, en Gabriel Delacruz, un transportista de mobles. Arran de la seva desaparició, els quatre fills descobreixen a poc a poc la vida del seu genitor.

## Premis
- 2010 — Premi de la Crítica de narrativa catalana.
- 2010 — Premi Llibreter de narrativa.
- 2010 — Premi Lletra d'Or.
- 2010 — Premi Joaquim Amat-Piniella.

## Traduccions
A l'alemany:
- Die irren Fahrten des Gabriel Delacruz. Traductor: Michael Ebmeyer. Colònia: Kiepenheuer und Witsch Verlag, 2013.

A l'anglès:
- Lost Luggage. Traductora: Julie Wark. Atria Books/Marble Arch Press, 2013. Short Books Ltd, 2014.

A l'eslovè:
- Izgubljeni kovčki. Traductora: Veronika Rot. Ljubljana: Mladinska Knjiga, 2015.

A l'espanyol:
- Maletas perdidas. Traductora: Rita da Costa. Barcelona: Salamandra, 2010.

Al francès:
- Bagages perdus. Traductor: Edmond Raillard. París: JC Lattès, 2013.

A l'italià:
- Valigie smarrite. Traductora: Stefania Maria Ciminelli. Milà: Mondadori, 2012.

Al neerlandès:
- Verloren bagage. Traductora: Irene van de Mheen. Amsterdam: Atlas Contact, 2011

Al polonès:
- Zagubione bagaże. Traductor: Witold Jan Maciejewski. Katowice: Sonia Draga, 2015.

Al portuguès (de Brasil):
- Bagagem perdida. Traductora: Angela Zarate Bandeira. São Paulo: Rai Editora, 2012.

Al romanès:
- Bagaje pierdute. Traductor: Alexandru Călin. Bucarest: Curtea Veche, 2012.